# Швехат
Швехат град је у Аустрији, смештен у источном делу државе. Швехат је значајан град у покрајини Доњој Аустрији, где се налази у округу Беч-Окружење.
Швехат се налази близу Беча и његово је југоисточно предграђе. Код Швехата се налази истоимени међународни аеродром Швехат који опслужује град Беч.
У Швехату је 2013. године одржано Европско првенство у стоном тенису.

## Природне одлике
Швехат се налази у источном делу Аустрије, на месту где Панонска низија прелази у свој крајњи северозападни део, тзв. Бечку котлину. Град се налази на Дунаву, непосредно низводно од престонице.

## Становништво
| 1971.  | 1981.  | 1991.  | 2001.  | 2011.  |
| ------ | ------ | ------ | ------ | ------ |
| 15.303 | 14.834 | 14.669 | 15.286 | 16.329 |

Данас је Швехат град са око 16.000 становника. Пре једног века град је имао око 15.000 становника. Град је протеклих деценија брзо растао са постепеним померањем становништва из Беча у ређе насељена предграђа.

## Градске знаменитости
Швехат је једно од најважнијих и најпознатијих предграђа Беча. Код Швехата се налази истоимени међународни аеродром Швехат који опслужује град Беч и спада у најпрометније у Европи. Ту се налази и седиште нафтне компаније ОМВ.

## Партнерски градови
- Гладбек